# Tarbaca
Tarbaca es un distrito del cantón de Aserrí, en la provincia de San José, de Costa Rica.
El distrito se caracteriza por sus populares miradores al sur del cantón, que dan una amplia vista al Gran Área Metropolitana de Costa Rica. También se caracteriza por su producción de café.

## Historia
El distrito de Tarbaca es uno de los cinco distritos originales del cantón, fundado en 1882, y durante los años no ha sufrido cambios trascendentales en su extensión territorial. Durante muchos años ocupó un territorio de 15,20 km², hasta el censo de 1984, cuando aparece con la actual. Ya para el Censo del año 2000 Tarbaca registra su superficie actual.

## Ubicación
Se ubica en el norte del cantón y limita al norte con el distrito de Aserrí, al oeste con el cantón de Acosta, al sur con el distrito de Vuelta de Jorco, al sureste con el distrito de San Gabriel, al este con el cantón de Desamparados y al noreste con el distrito de Salitrillos.

## Geografía
Tarbaca cuenta con un área de 15,34 km² y una altitud media de 1798 m s. n. m.

## Demografía
Para el año 2022, Tarbaca cuenta con una población estimada de 1848 habitantes, y para el último censo efectuado, en 2011, Tarbaca contaba con una población de 1446 habitantes.

## Localidades
- Poblados: Bajo Cedral, Bajos de Praga, Cedral, El Tigre, Kamaquiri (comparte con San Gabriel), La Joya, Máquina Vieja, Tarbaca (centro), Tigre.[7]

## Cultura

### Educación
Ubicadas propiamente en el distrito de Tarbaca se encuentran los siguientes centros educativos:
- Escuela de Bajo Cedral
- Escuela de Bajos de Praga
- Escuela de Cedral Arriba
- Escuela de El Tigre
- Escuela Praga

## Transporte

### Carreteras
Al distrito lo atraviesan las siguientes rutas nacionales de carretera:
- Ruta nacional 209
- Ruta nacional 222

## Concejo de distrito
El concejo de distrito de Tarbaca vigila la actividad municipal y colabora con los respectivos distritos de su cantón. También está llamado a canalizar las necesidades y los intereses del distrito, por medio de la presentación de proyectos específicos ante el Concejo Municipal. El presidente del concejo del distrito es el síndico propietario del partido Liberación Nacional, Franklin Segura Mora.
El concejo del distrito se integra por:
| #                       | Partido                     | Nombre                          |
| Síndico propietario     | Síndico propietario         | Síndico propietario             |
| ----------------------- | --------------------------- | ------------------------------- |
| 1                       | Partido Liberación Nacional | Franklin Segura Mora            |
| Síndico suplente        |                             |                                 |
| 2                       | Partido Liberación Nacional | Mayra Araya Mora                |
| Concejales propietarios |                             |                                 |
| 3                       | Partido Liberación Nacional | Leonardo Alberto Lizano Oviedo  |
| 4                       | Partido Liberación Nacional | Liliana Segura Mora             |
| 5                       | Partido Liberación Nacional | Johnny Fernando Alpízar Barboza |
| 6                       | Partido Acción Ciudadana    | Wilson Siles Elizondo           |
| Concejales suplentes    |                             |                                 |
| 7                       | Partido Liberación Nacional | Gilbert Mora Rojas              |
| 8                       | Partido Liberación Nacional | Miriam Elizondo Segura          |
| 9                       | Partido Liberación Nacional | Wilbert Segura Segura           |
| 10                      | Partido Acción Ciudadana    | Wendy Karina Fernández Alfaro   |